# 徐爱
徐爱（1487年—1517年），字曰仁，号横山，浙江余姚马堰人。明朝哲学家、官员，为王守仁妹夫。
徐爱是王守仁最早的入室弟子之一，和朱节、蔡宗衮被王守仁称作三子。阳明学的重要著作《传习录》不少为其所录，且其中陆澄所录部分更收入徐爱本人的一条语录，为王门弟子中之唯一一例。

## 生平
徐爱治《礼记》，由縣學附學生中式丁卯科浙江鄉試第二十九名舉人，年二十二歲联捷中式正德三年（1508年）戊辰科會試第一百八十六名，第二甲第一百十三名進士。
出仕后，徐爱曾任祁州知州，南京兵部员外郎，南京工部郎中等职务。
正德十一年（1517年），回乡省亲，不料於次年5月17日在家乡去世，终年三十一岁，王守仁为之恸哭。一日，王守仁授业后，感叹到“安得起曰仁九泉聞斯言乎”，于是率门人弟子到其墓所，酹酒以告。

## 哲学
王守仁提出“良知”之说，当时世人“多未信”。徐爱主要的哲学工作是阐释并进一步发展了良知之说，“疏通辨析，畅其指要”。
王守仁曾评价：“徐生之温恭，蔡生之沉潜，朱生之明敏，皆我所不逮。”（《明史·儒林列传》）

## 著作
- 《传习录》、《横山集》二卷

## 家族
曾祖徐廷玉。祖徐文絅。父徐璽，省祭官。母孫氏。具庆下，弟受、孚、爵、爰、豸。

## 参見
- 王陽明學生列表

## 延伸阅读
[在维基数据编辑]
 《明史卷二百八十三》，出自《明史》

## 外部連結
- 徐爱 慈溪市橫河鎮人民政府